# モッサウタール
モッサウタール (ドイツ語: Mossautal) はドイツ連邦共和国ヘッセン州オーデンヴァルト郡に属す町村（以下、本項では便宜上「町」と記述する）。この町はオーデンヴァルト内の海抜300mから500mに位置する同州で有名な保養地である。

## 地理

### 位置
ニーベルンク街道（連邦道B47号線）がモッサウタール北部をかすめるように走り、ジークフリート街道（連邦道B460号線）が町の南部を通過している。オーデンヴァルト最大の静水面であるマールバッハ貯水池沿いのユネスコ・ベルクシュトラーセ＝オーデンヴァルト地学自然公園は休暇の滞在地として利用されている。
モッサウタールは、ヴァルトフーフェンドルフ（御料地を農地として分け与えられた農民の村）の教科書にも載っている例として知られている。

### 隣接する市町村
モッサウタールは、北はライヒェルスハイムおよびミヒェルシュタット、東はエアバッハ、南はベーアフェルデン（以上はいずれもオーデンヴァルト郡）、西はヴァルト＝ミヒェルバッハ、グラーゼレンバッハおよびフュルト（以上3つはベルクシュトラーセ郡）と境を接している。

### 自治体の構成
モッサウタールは5つの地区からなる。
- ギュッタースバッハ
- ヒルタースクリンゲン
- ヒュッテンタール
- オーバー＝モッサウ
- ウンター＝モッサウ（行政機能はこの地区にある）

## 行政

### 議会
モッサウタールの町議会は15議席からなる。

### 首長
2013年9月22日の町長選挙で無所属のディートマール・バライスは、対立候補がなく、95.9 % の支持票を獲得して町長に選出された（投票率: 79.2 %）。

### 紋章
紋章は斜め十字に四分割されている。右と左は銀地に6つの突起がある赤い星。上は赤地に銀の Iroschottenkreuz（縞の入った十字）、下は赤地に銀のマルタ十字。

### 姉妹都市
- ビンネンマース（オランダ、南ホラント州）

## 文化と見所

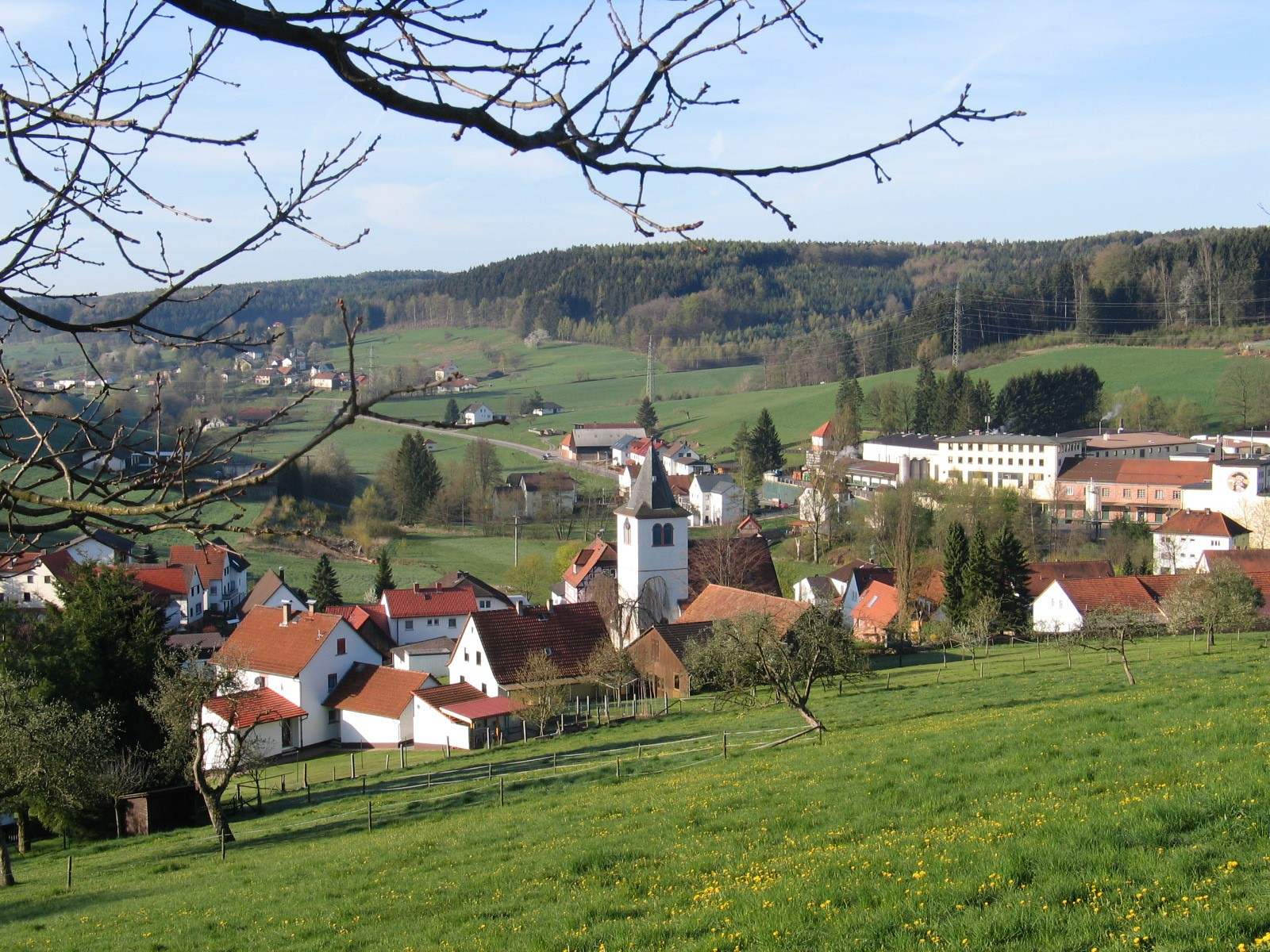
オーバー＝モッサウ

### 見所
- マールバッハ貯水池
- オーバー＝モッサウのヨハンニター教会
- ギュッタースバッハのクヴェレ教会
- ヒュッテンタールのリンデルブルンネン

### 年中行事
- IVV — フォルクスヴァンデルング: 毎年4月の第1週末
- グレーンホルンのカントリーフェスト: 毎年5月1日にヒルタースクリンゲン地区で開催される。
- ギュンター・イーリヒ記念祭: 毎年聖体の祝日にヒルタースクリンゲン地区で開催される草サッカー大会。
- シュムッカー・オープン＝エア: 毎年7月の最終週末にシュムッカー醸造所の中庭で開催される野外フェス。
- ギュッタースバッハ市民マラソン大会: 毎年8月の第1週末に行われる。
- ヒルタースクリンゲン・スモモの教会祭: 毎年8月の第3週末に行われるキルメス[訳注 1]。
- ホーフ・ウント・ドレシュフェスト: 毎年8月の第3週末にヒュッテンタールのMiedtke農場。
- ラントエアレーベン: 3年ごとに、9月に開催される。

## 経済
モッサウタールの主要産業は、農業および林業であり、この他の重要な産業分野は観光業である。また、7つの工業企業があり、特に地域を越えて知られているのは、私営ビール醸造所シュムッカーおよびヒュッテンタール乳製品製造所である。この他、15軒の手工業者、7軒の小売業者、3軒の直販業者、26軒のサービス業者がある。さらに魚の養殖業者もある。

## スポーツ
モッサウタールには男子サッカークラブ SG モッサウタールがある。このスポーツクラブは、SV 54 モッサウタールと SV 67 ヒルタースクリンゲンが合併して発足したもので、2つのシニアチームと4つのジュニアチームもある。
ウンター＝モッサウには、1961年に創設された射撃クラブが使う射撃場がある。

## 訳注
1. ↑  キルメス (ドイツ語: Kirmes) は教会開基祭を起源とする民俗祭である。